# Episodi di Flashpoint (quarta stagione)
La quarta stagione della serie televisiva Flashpoint, composta da 18 episodi, è stata trasmessa sul canale canadese CTV dall'8 luglio 2011.
In Italia è stata trasmessa in prima visione su AXN dal 10 maggio al 16 agosto 2012.
| nº | Titolo originale       | Titolo italiano          | Prima TV Canada   | Prima TV Italia |
| -- | ---------------------- | ------------------------ | ----------------- | --------------- |
| 1  | Personal Effects       | Effetti personali        | 8 luglio 2011     | 10 maggio 2012  |
| 2  | Good Cop               | Sommossa popolare        | 15 luglio 2011    | 10 maggio 2012  |
| 3  | Run, Jamie, Run        | L'eroe del web           | 22 luglio 2011    | 17 maggio 2012  |
| 4  | Through a Glass Darkly | Trame sommerse           | 29 luglio 2011    | 17 maggio 2012  |
| 5  | The Better Man         | Rivelazioni              | 5 agosto 2011     | 24 maggio 2012  |
| 6  | A Day in the Life      | San Valentino            | 12 agosto 2011    | 24 maggio 2012  |
| 7  | Shockwave              | Onda d'urto              | 19 agosto 2011    | 31 maggio 2012  |
| 8  | Grounded               | Dirottamento             | 19 settembre 2011 | 5 luglio 2012   |
| 9  | The War Within         | Dietro la maschera       | 27 settembre 2011 | 7 giugno 2012   |
| 10 | Cost of Doing Business | Rapimenti                | 4 ottobre 2011    | 14 giugno 2012  |
| 11 | Wild Card              | Gioco d'azzardo          | 11 ottobre 2011   | 21 giugno 2012  |
| 12 | A New Life             | Una nuova vita           | 1º novembre 2011  | 28 giugno 2012  |
| 13 | A Call to Arms         | Ribellione               | 8 novembre 2011   | 12 luglio 2012  |
| 14 | Day Game               | Introspezione            | 15 novembre 2011  | 26 luglio 2012  |
| 15 | Blue on Blue           | Attacco informatico      | 22 novembre 2011  | 2 agosto 2012   |
| 16 | Team Player            | Il coraggio della verità | 28 novembre 2011  | 19 luglio 2012  |
| 17 | Priority on Life       | Protocollo operativo     | 6 dicembre 2011   | 9 agosto 2012   |
| 18 | Slow Burn              | Il peso del comando      | 13 dicembre 2011  | 16 agosto 2012  |

## Effetti personali
- Titolo originale: Personal Effects
- Diretto da: Kelly Makin
- Scritto da: Mark Ellis e Stephanie Morgenstern

### Trama
Sophie è in travaglio e Ed la sta raggiungendo in ospedale quando, dopo un alterco al semaforo, un uomo gli spara. La squadra, non ancora riqualificata, è autorizzata dal dottor Toth a entrare in azione. Lo psichiatra vuole osservarli sul campo per emettere la valutazione finale. Nel frattempo, ricoverato al Pronto Soccorso, Ed rifiuta di farsi operare per assistere alla nascita della sua secondogenita Isabel.
- Guest star: Victor Garber (dott. Larry Toth)

## Sommossa popolare
- Titolo originale: Good Cop
- Diretto da: John Fawcett
- Scritto da: Michael MacLennan

### Trama
La squadra è stata riabilitata al servizio con riserva. Ed si reca al comando in visita, ma la squadra uno è attesa in tribunale per prevenire eventuali disordini dopo l'emissione della sentenza del controverso caso Buteau. Le cose si complicano quando l'imputato William Greeley vuole tornare a casa senza scorta. Jules si infiltra per individuare gli agitatori che aizzano la folla.
- Guest star: Max Martini (William Greeley), Julian Christopher (Jean-Paul Buteau)

## L'eroe del web
- Titolo originale: Run, Jamie, Run
- Diretto da: Kelly Makin
- Scritto da: Ian Weir

### Trama
Natalie fa visita a Sam al comando e si presenta alla squadra. Durante una riunione aziendale alla Karak International Jamie Dee, ricercato per aver commesso trenta rapine in diciotto mesi, interrompe il discorso è rapina i presenti dopo averli informati delle spese folli che il loro capo ha continuato a fare nonostante i tagli al personale per motivi economici. Risalita all'identità del colpevole grazie al live cast dell'evento trasmesso su internet, la squadra si muove per impedire che commetta nuovamente il reato.

## Trame sommerse
- Titolo originale: Through a Glass Darkly
- Diretto da: John Fawcett
- Scritto da: Andrew Wreggitt

### Trama
Jess Fuller e la madre vengono rapite da due individui mascherati. La SRU entra in azione dopo una segnalazione al 911 e inizia l'inseguimento del furgone usato per il rapimento.

## Rivelazioni
- Titolo originale: The Better Man
- Diretto da: David Frazee
- Scritto da: Michael MacLennan

### Trama
Wordy è preoccupato, ma non vuole parlarne né con la squadra né con sua moglie. Ed forza il suo armadietto per avere risposte, lo affronta e poi ne parla con Greg.
Al comando c'è una riunione per l'operazione A tutto gas la più grande retata di sempre della città per sgominare una banda che traffica in stupefacenti. La squadra uno si occupa del suo obiettivo Ricky Chom e poi deve intervenire in soccorso all'unità che doveva arrestare Hudson, il capo dell'organizzazione.

## San Valentino
- Titolo originale: A Day in the Life
- Diretto da: Jim Donovan
- Scritto da: Mark Ellis e Stephanie Morgenstern

### Trama
È il giorno di San Valentino, il primo giorno di lavoro di Raf Rousseau, il sostituto di Wordy che ha lasciato dopo aver confessato alla squadra di avere il Parkinson. La squadra uno viene inviata sullo Sheldon Bridge dove un uomo minaccia il suicidio. Ma le emergenze sono due quindi Ed, Greg e Raf si devono recare sul luogo di un sequestro a mano armata lasciando Jules a negoziare.

## Onda d'urto
- Titolo originale: Shockwave
- Diretto da: David Frazee
- Scritto da: Larry Bambrick

### Trama
Nella torre nord della Fairbanks Tower è stato rinvenuto un pacco sospetto. Spike interviene con il robot, ma l'ordigno esplode proprio mentre Sam ne individua un secondo in un altro cestino dei rifiuti. Sam, Spike, Raf e sei dipendenti rimangono intrappolati nel seminterrato. Greg, Jules ed Ed cercano un modo per farli uscire prima che un terzo ordigno esploda facendo crollare la torre.

## Dirottamento
- Titolo originale: Grounded
- Diretto da: David Frazee
- Scritto da: Karen Walton

### Trama
Due uomini armati dirottano un volo di linea e costringono il comandante a cambiare rotta e atterrare a Toronto. La squadra viene allertata e si reca in aeroporto per tentare di comunicare con i dirottatori e salire sull'aereo. Mentre Ed, Sam e Raf individuano i punti ciechi per salire sull'aeroplano Greg negozia con Geoff Daikin, uno dei dirottatori, il rilascio di Bernard Moore, il capo di una setta che non riconosce alcuna autorità statale.

## Dietro la maschera
- Titolo originale: The War Within
- Diretto da: David Frazee
- Scritto da: Daniel Godwin e Michael MacLennan

### Trama
Marina, la donna coinvolta nel sequestro a mano armata di San Valentino, torna a fare visita a Greg. Un ragazzo dal volto coperto minaccia dei ragazzi radunati sotto un ponte in riva al fiume. Il soggetto si allontana con Joe Stanick e per questo i sospetti cadono su Tyler Davis che un'ora prima si era azzuffato con lui. La squadra si mette alla ricerca del rapitore e della sua vittima con il supporto della squadra cinofila. Ed scopre che Clark era al fiume con i ragazzi invece che a lezione di violoncello.

## Rapimenti
- Titolo originale: Cost of Doing Business
- Diretto da: David Frazee
- Scritto da: Larry Bambrick

### Trama
Greg si reca a casa di Jules per comunicarle che il comando le ha assegnato il titolo di miglior agente operativo dell'anno, così scopre che ha ricominciato la sua relazione con Sam. La squadra viene chiamata in servizio dopo una segnalazione al 911 di un uomo armato al McLennan Park. Individuato l'uomo, Greg inizia a trattare, ma il soggetto non è uno sprovveduto e conosce il protocollo. Spike e Raf inseguono un ragazzo a cui l'uomo ha consegnato una borsa che recuperata si scopre essere piena di contante. La situazione si complica quando viene riconosciuto il soggetto: ex capitano Martin Terran, ora vice presidente settore operazioni a rischio della CMI, specializzato in protocolli antirapimento per la sicurezza del personale. La SRU si trova quindi a occuparsi di un rapimento lampo con il supporto di Wordy e delle bande armate.

## Gioco d'azzardo
- Titolo originale: Wild Card
- Diretto da: Brett Sullivan
- Scritto da: Karen Walton

### Trama
Una banda di malviventi sequestra nella loro abitazione Timoty Engles e la figlia, mentre un complice costringe sua moglie Robyn a recarsi in banca e prelevare del denaro per il riscatto. La cassiera però conosce la donna e insospettita dal suo atteggiamento comunica alla direttrice che c'è una situazione anomala. Contatta la SRU interviene, ma l'ostaggio vanifica il suo salvataggio dirottando i sospetti su un cliente della banca e fuggendo con il vero rapitore.

## Una nuova vita
- Titolo originale: A New Life
- Diretto da: Kelly Makin
- Scritto da: Adam Barken

### Trama
Donna si sposa e chiede a Ed di accompagnarla all'altare. La squadra uno viene chiamata per una segnalazione di colpi di arma da fuoco all'interno di una villetta. Arrivati sul posto Sam trova una donna uccisa nella sua auto con un colpo di arma da fuoco alla testa. Raf insegue un uomo armato individuato nel quartiere. Nel frattempo, terminata la cerimonia, un uomo armato irrompe e spara ferendo il testimone dello sposo. Ed allerta la squadra che si precipita sul posto per capire cosa è successo e arrestare tutti gli uomini coinvolti. Il vero bersaglio si scopre essere Donna e con lei i cinque membri della narcotici che hanno sgominato la famiglia Logan infiltrandosi tra le loro file.

## Ribellione
- Titolo originale: A Call to Arms
- Diretto da: Erik Canuel
- Scritto da: Alex Levine

### Trama
Il figlio di Greg è a Toronto in visita al padre. Dopo la morte della moglie durante un incendio Zen Mai entra in depressione lasciando la figlia Ruby a occuparsi dell'attività famiglia. Quando la mafia cinese si reca in negozio, un uomo chiama la polizia segnalando il sequestro. La SRU fa irruzione dopo che si sono sentiti due spari provenire dall'emporio, ma all'interno non c'è nessuno. Mentre la Squadra Uno perquisisce il locale per comprendere l'origine del reato vengono segnalati colpi di arma da fuoco a casa Mai. Padre e figlia sono irreperibili, inizia la ricerca con il supporto del Detective Vivian Lee della squadra antimafia cinese.

## Introspezione
- Titolo originale: Day Game
- Diretto da: Kelly Makin
- Scritto da: Aubrey Nealon

### Trama
La squadra si esercita: Raf impersona il mediatore, Ed il sequestratore e Jules la vittima per poi analizzare l'esito dell'intervento simulato. Nel frattempo al Fletcher Stadium un uomo si introduce nella stanza del contante per una rapina a mano armata. Sorpreso da un vigilante l'uomo lo prende in ostaggio e si barrica in una suite. La squadra uno interviene e indagando sulle dinamiche della tentata rapina scopre che Gil Collins, un ex poliziotto giudicato inidoneo per la squadra di intervento strategico, ha organizzato tutto per dimostrare a Greg di avere sbagliato nel giudicarlo. Ma è troppo tardi e Greg si trova a mediare per salvare se stesso.

## Attacco informatico
- Titolo originale: Blue on Blue
- Diretto da: Stefan Pleszczynski
- Scritto da: Adam Barken

### Trama
La squadra deve scortare un soggetto ad alto rischio al palazzo di giustizia: Karl Morse, ex trafficante che ha patteggiato la pena tradendo i suoi complici. Natalie va a un appuntamento con David Fleming, il suo ex fidanzato, per chiarire la fine della loro storia, ma è una trappola l'uomo vuole usarla per obbligare Spike a mandare in tilt il sistema di sicurezza del deposito giudiziario e permettergli di sottrarre un carico di eroina sequestrato dalla polizia.

## Il coraggio della verità
- Titolo originale: Team Player
- Diretto da: Kelly Makin
- Scritto da: Michael MacLennan

### Trama
Charlie Alanak innesca una rissa nell'Istituto psichiatrico in cui era ricoverato aggredendo Nestor Preja, un altro paziente. La squadra uno viene inviata sul posto per disarmare Nestor che ha perso il controllo sequestrando un sorvegliante. Approfittando della confusione generata dall'intervento Charlie riesce a fuggire con un'infermiera. La SRU inizia la ricerca ricostruendo l'anamnesi del paziente e la sua storia personale. La madre di Spike ha venduto la casa e ritorna a vivere in Italia lasciandolo a vivere da solo.

## Protocollo operativo
- Titolo originale: Priority on Life
- Diretto da: David Frazee
- Scritto da: Mark Ellis, Stephanie Morgenstern e Alex Levine

### Trama
Il dottor Toth contatta Greg per discutere con lui del verbale di un intervento. Sam e Jules si sono dimenticati di spegnere i microfoni e nel verbale risulta una loro conversazione privata, la prova che la loro relazione è ripresa nonostante il patto per la riammissione in squadra stretto alla ultima riqualificazione. La SRU viene inviata in un laboratorio di ricerca di livello tre, all'interno dello stabilimento vengono studiati biorischi e sviluppati vaccini, ma le informazioni sulle ricerche svolte sono riservate. Si tratta di un sito sulla lista dei possibili bersagli di attacchi terroristici. Giunti sul posto Ed fa evacuare un'area di due chilometri all'esterno dell'edificio ed entra con la squadra per una perlustrazione dei locali.
Il dottor Toth decide di sospendere Greg dal servizio per aver coperto Jules e Sam e perché evidentemente durante gli interventi mette in discussione le sue stesse scelte operative dimostrando di non avere più fiducia nelle sue capacità di comando.
- Guest star: Victor Garber (dott. Larry Toth)

## Il peso del comando
- Titolo originale: Slow Burn
- Diretto da: Kelly Makin
- Scritto da: Mark Ellis e Stephanie Morgenstern

### Trama
La squadra uno organizza l'annuale picnic con le famiglie. Sam e Jules pianificano il loro futuro presupponendo che uno di loro verrà riassegnato. Greg deve comunicare al dottor Toth se intende riprendere il comando della squadra. All'ospedale San Patrick un uomo tenta di uccidere Gordon Park, un pompiere rimasto ustionato in un incendio, ma l'intervento di Simon, comandante della sua squadra, lo mette in fuga. Simon decide di inseguire l'uomo in auto. La SRU insegue le due auto per risolvere la situazione e comprendere la dinamica degli eventi, probabilmente legati a una serie di incendi dolosi.